# 达连河站
达连河站位于中华人民共和国黑龙江省哈尔滨市依兰县达连河镇，是哈佳铁路上的一座车站，2018年9月30日随哈佳铁路开通而投入使用。